# CELSYS
CELSYS (セルシス?) fue fundada en 1991 y es una importante compañía japonesa que desarrolla productos diseñados específicamente para la producción de contenido profesional de anime y manga. CELSYS tiene sede en Nishi-Shinjuku, Shinjuku, Tokio, Japón. RETAS STUDIO, una de sus aplicaciones, está considerado líder en la industria anime  japonesa.

## Historia
- 1 de mayo de 1991, fundación de Celsys, Inc.
- 12 de diciembre de 2006, salida a Bolsa de Valores de Nagoya.
- 4 de noviembre de 2010, salida a Bolsa de Valores de Tokio.

## Productos
Software o programas:
- Clip Studio Paint Debut/PRO/EX - Versiones en Español/Francés/Inglés (actual nombre de Manga Studio 3/4/5 Debut/EX)
- RETAS STUDIO
- Manga Studio 3/4/5 Debut/EX.
- ComicStudio
- IllustStudio
- BookSurfing
- CLAYTOWN
- Comicdc
- PowerTone
- NOVEL STUDIO
- BOOK LINER

Accesorios:
- Tab-Mat Controler (Black/Green)
- QUMARION
- Tab-Mate Controler (Black/White) + CLIP STUDIO PAINT Debut (Japan Version)